# مقاطعة هانكوك (كنتاكي)
مقاطعة هانكوك (بالإنجليزية: Hancock County)‏ هي إحدى المقاطعات في ولاية كنتاكي في الولايات المتحدة الأمريكية.